# GPRS
GPRS (eng. General Packet Radio Service) je paketna, bežična podatkovna komunikacijska usluga projektirana da zamijeni usluge s prespajanjem kanala dostupne u GSM mrežama druge generacije kao i TDMA mrežama. GSM i TDMA mreže projektirane su za glasovnu komunikaciju i dijele dostupni propusni opseg na više kanala koji su neprekidno dodijeljeni jednom pozivu (preklapanje kanala). Ti kanali mogu se koristiti za prijenos podataka ali uz maksimalnu brzinu prijenosa od 9,6 Kbps. 
GPRS distribuira pakete podataka od nekoliko različitih terminala u sustavu preko više kanala, što omogućava efikasniju upotrebu propusnog opsega trenutno dostupnog za primjene kao što je pristupanje Internetu. U teoriji, istovremenom upotrebom svih osam GSM kanala GPRS veza može postići brzinu prijenosa podataka od 114 Kbps. Ova brzina prijenosa omogućava korisniku prijenosnog računala ili mobilnog telefona solidan pristup Web stranicama i sličnim sadržajima.
Budući da je tehnologija s preklapanjem paketa, GPRS podržava protokole IP i X.25 koji se koriste i u standardnim žičnim komunikacijama pa se sve usluge dostupne u klasičnim žičnim mrežama mogu koristiti i u GPRS bežičnim mrežama. Zbog toga što koristi iste protokole kao i Internet, GPRS mreže mogu se promatrati kao podmreže Interneta u kojima su GPRS uređaji pojedinačni čvorovi koji mogu imati vlastitu IP adresu.
GPRS komunikacija projektirana je da dopuni, ali ne i zamijeni, mreže s prespajanjem kanala i da se koristi kako dodatni način za podatkovnu komunikaciju. Brzina prijenosa će u praksi biti mnogo niža od teoretskog maksimuma ovisno o količini prometa u mreži i broju istovremenih kanala koje uređaj podržava. GPRS je u praksi zapravo korak naprijed prema EDGE specifikaciji pa se zbog toga GSM mreže u kojima je implementiran GPRS nazivaju 2.5G mrežama.

## Vanjske poveznice
- Uvod u GPRS tehnologiju